# パピール・ファブリック

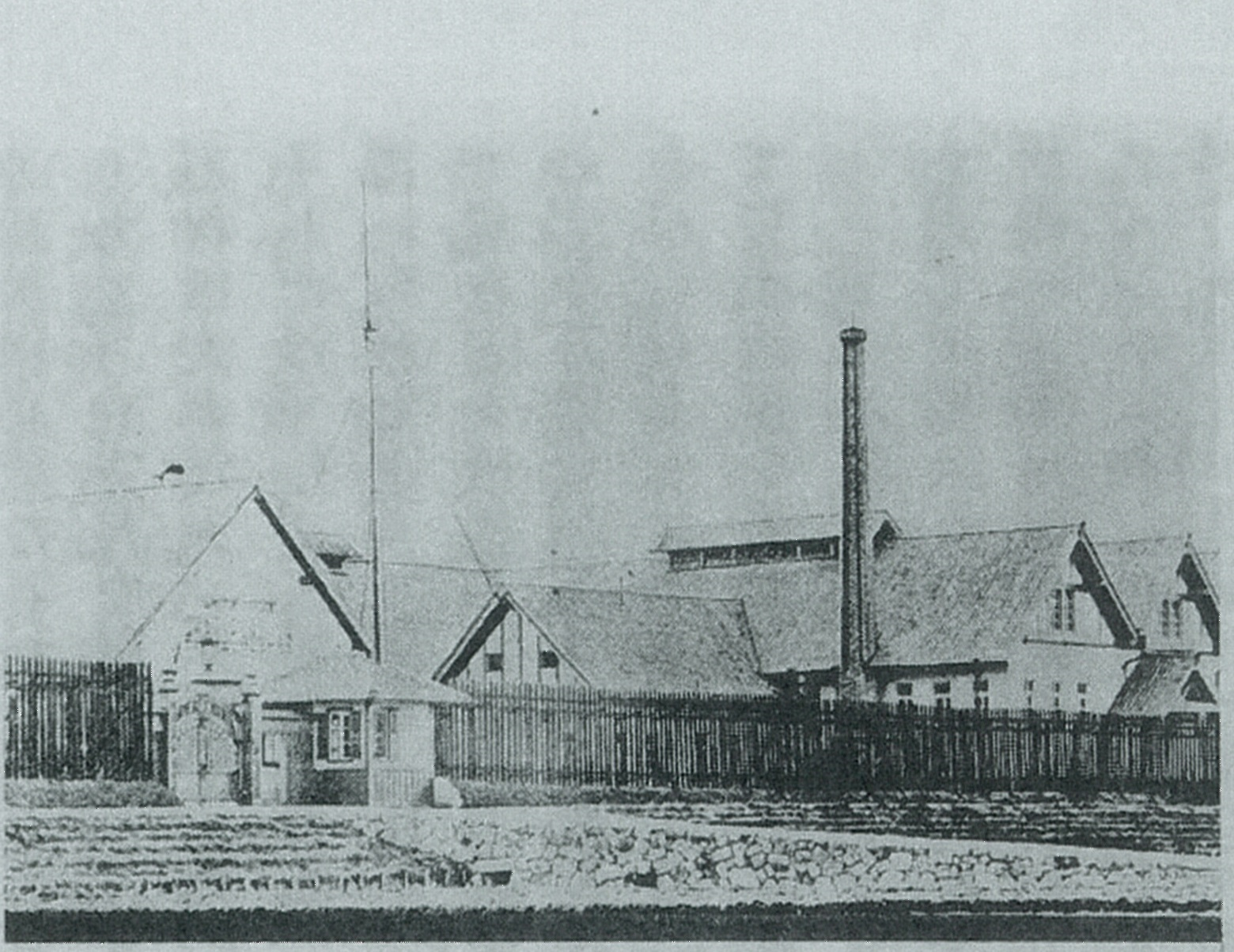
1876年(明治9年)創業時のパピール・ファブリック工場

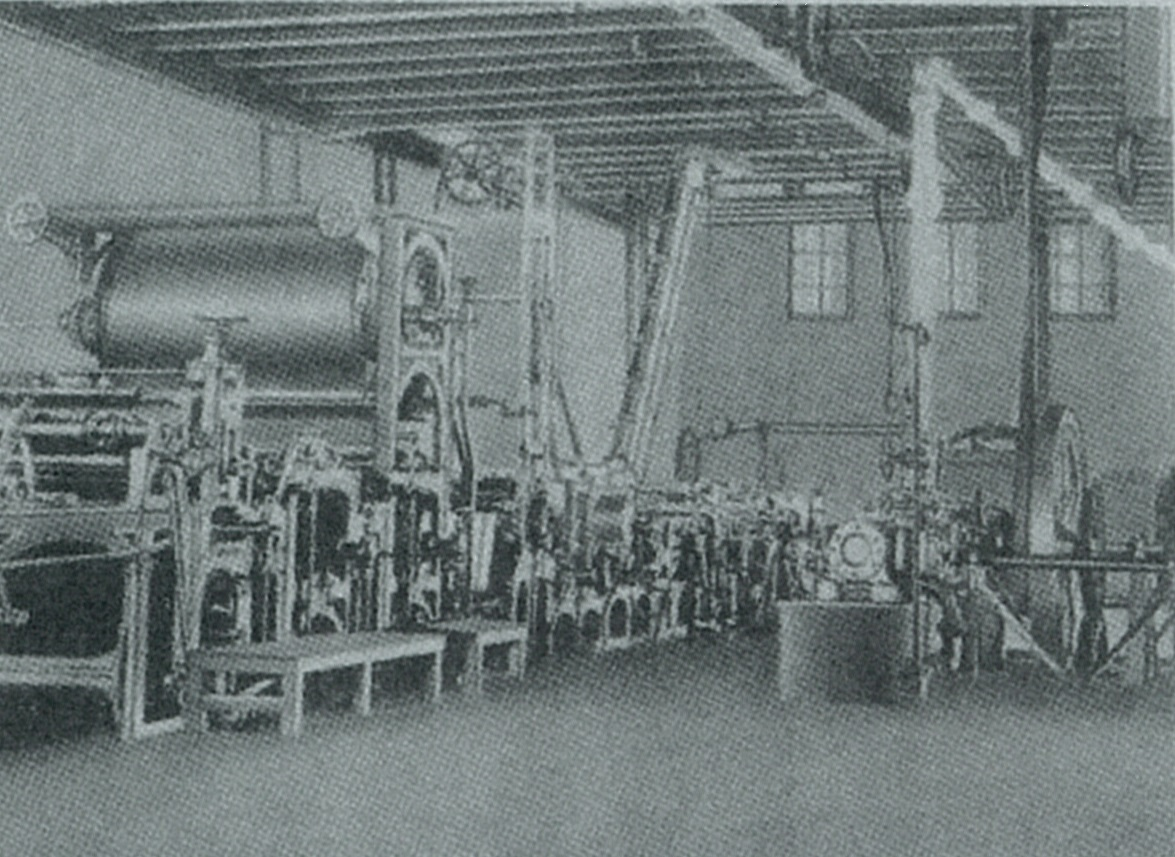
1876年(明治9年)創業時のパピール・ファブリックの抄紙機

パピール・ファブリックは1872年（明治5年）京都府営の製紙工場として企画され、1876年（明治9年）、京都梅津の桂川の畔で開業した製紙会社。日本の製紙業黎明期の6社の一つ。パピール・ファブリックとはドイツ語で製紙工場(Papierfabrik)の意で設立にはドイツ人が大きく関わってはいたが、京都府営の工場で外国資本は入っていない。1880年（明治13年）民間に払い下げられ磯野製紙場、梅津製紙会社、富士製紙京都工場と変遷し、1924年（大正13年）旧王子製紙に吸収され王子製紙京都工場、1950年（昭和25年）には日本加工製紙京都工場となり1971年（昭和46年）まで稼働していた。
京都市右京区梅津大縄場町に立つ石碑にはパピール・ファブリックが日本最古の製紙工場とあるが、日本で最初に開業した製紙会社は1874年（明治7年）開業の有恒社であり、蓬萊社や抄紙会社(王子製紙)もパピールファブリックより先に開業している。ただし、動力に水力を使う、官営である、ドイツ製機械を使うなど日本の製紙業黎明期の6社の中では特異な存在ではある。
なお、この項目では紙は洋紙を指し、日本伝統の手工業制和紙は考えない。

## 明治維新後の京都の事情と日本の製紙の黎明期
明治維新後、天皇は東京に移り東京が首都となった。このため京都の公家や官吏、有力商人たちも東京に移り、京都の人口は35万人から20万人に激減し京都の商工業は大打撃を受けた。このため明治政府は租税の免除や10万円の産業基立金、15万円の勧業基立金などを与え京都の産業を振興しようと考えた。京都府では1870年（明治3年）から府知事槇村正直、勧業課長明石博高、顧問山本覚馬を中心にさまざまな京都の近代化政策をとったが、その一環として製糸所や製革所などさまざまな洋式工場を建てた。山本覚馬の紹介でドイツ人ルドルフ・レーマンがお雇い外国人として京都の洋式工場を具体的に企画し、1872年(明治5年)京都府は製紙工場も企画する。ドイツ人ルドルフ・レーマンとその兄弟が関係したので機械はドイツ製、工場もドイツ語で製紙工場を意味するパピール・ファブリックと名付けられた。
一方、明治になって日本では洋紙製造の機運がたかまり、1872年（明治5年）旧広島藩主浅野家が東京日本橋蛎殻町に製紙会社有恒社を企画したのを皮切りに東京王子の抄紙会社も1872年（明治5年）中に企画され、東京三田の三田製紙所、大阪中之島の蓬萊社、神戸の神戸製紙所なども続いて開業の準備を始めていた。1872年（明治5年）に企画されたパピール・ファブリックを含むこれら日本で最初の製紙会社6社は1874年（明治7年）開業した有恒社に続き続々と開業していくのである。当時の洋紙製造では原料は襤褸（ボロ・木綿の古布）が良いとされ、製紙会社各社はいずれも襤褸を入手しやすい大都市に工場を設けたのである（木材パルプが紙の原料になるのは明治20年代（1887年 - 1896年）以降である）。

## 歴史
1872年(明治5年)に企画された京都府の製紙工場では、この年明治天皇が巡幸された際に下賜された10万円を元に資本金15万円が用意された。この府立製紙工場はもともと京都府民の授産奨励を目的としていたので工場が立ち上がったら民間に払い下げる計画であり、工場地は動力として水車動力を使える桂川左岸の梅津に定め工場建設が始まる。この工場建設は当時としては大掛かりなもので、その計画に賛同した篤志家の土橋嘉衛門が所有する笠置山の良石3万個を寄付したが、大量の石を笠置山から運搬する費用とそのため傷んでしまった道路・橋の補修で20万円もかかってしまい、無料の石の提供を受けたことでかえって建設費が高騰し予算をオーバーしてしまった。京都府では追加の財源に悩んだがルドルフ・レーマンの発案で芸妓に課税して建設費を調達したという（この篤志家の好意がなければ逆に4,5万円で近場の石が買えたとのこと。いわゆる有難迷惑になってしまい、課税された芸妓にとっては側杖を食わされた格好である）。
1872年（明治5年）中にルドルフ・レーマンの兄カール・レーマンが経営するレーマン・ハルトマン商会を通してヘンマー・ブラザー社のドイツ製製紙機械を発注した。パピール・ファブリック以外の日本の製紙会社は英米の機械を採用し英米の技師を雇ったのに対し、パピール・ファブリックはルドルフ・レーマンの縁でドイツ製機械と25歳のドイツ人製紙技師オットマル・エキスネルを採用した（1873-1877）。1874年（明治7年）に採用されたエキスネルの月給は150円（200円とも）で、これは抄紙会社支配人の谷敬三と同額で並の職工を30人雇える額であり、ルドルフ・レーマン(雇用期間1873-1876)には月給260円が支払われ、明治初頭の日本がお雇い外国人に寄せた期待の大きさがわかる。同時期に、通訳兼見習いとして京都のドイツ語学校出身の下河辺光行が雇用された。
工場は1874年（明治7年）に起工され、ルドルフ・レーマンは建物の瓦にPapierfabrikと入れ鬼瓦には欧米製紙家にとって忍耐と強力を象徴する闘牛の頭をデザインするなど些細なことまで手の込んだ工場建屋を建設した。工場の動力は桂川にドイツ製の水車を設置し水力発電による電力を用いる。同業他社は蒸気機関を採用したのでこの点でも独自である。製糸機械はトラブルがあり到着が遅れ1875年（明治8年）に到着し、1876年（明治9年）1月工場は完成し始業する。同年には、北白川宮能久親王の随行員として渡独し製紙技術を学んできた山崎喜都真が月給40円で採用された。山崎は元土佐藩士で、留学中に知り合ったドイツ女性の妻とともに京都に転居し、エキスネル契約満了後は下河辺とともに工場を操業した。
工場開業の日は一般府民に開放したので見物人が押し寄せ、沿道を人が埋め尽くし、道端には露店が連なる盛況であったと伝えられる。機械の運転が始まると見物人たちは驚き（当時の人は大掛かりな機械を見たことはない）感心することしきりであったという。
パピール・ファブリックの製紙機械は網幅1.5mの長網抄紙機で有恒社や蓬萊社の機械と同規模、抄紙会社のものよりはやや小ぶりな機械であった（欧米ではその倍の規模の機械がすでに主流であったが、日本においてはパピール・ファブリックの製紙機械はそれほど見劣りするものではない）。
開業したパピール・ファブリックの生産は順調で初年度には27万ポンドあまりの紙を抄き、同規模の機械を持ち一足早く開業していた蓬莱社の1876年（明治9年）の生産量27万ポンド弱とほぼ同量の生産量を上げることができた（やや大型の機械を持つ抄紙会社の明治9年の生産量は45万ポンド）。
工場敷地は11,195坪、建屋面積3,091坪、工場13棟事務所2棟などを擁し、初年度27万ポンドあまりの紙を抄いたのに続き、2年目は28万ポンド、4年目は36万ポンド、5年目の1880年（明治13年）には38万ポンドあまりの紙を抄いた。
1877年（明治10年）には明治天皇も御幸され工場を見学している。
生産は開業当初から順調であったが、1876年（明治9年）当時は紙商人も洋紙の用途がよくわからず、最初は作った製品の販売には苦労した（この点は同業他社も同様である）。この時期のパピール・ファブリックの商品見本を見ると様々な大きさに裁断したり巻紙で売ったり、糊つき糊なし、着色の有無など様々な用途で販売を試みたことがうかがえるが、輸入紙に比べるとまだ質は劣り、在庫は溜まっていった。
しかし、1876年（明治9年）地券用紙を大量に受注した東京三田製紙所から地券用紙の製造を委託されて経営的に救われ（この点も同業他社と同じである）、また西南戦争を機に新聞用紙の受注もだんだん増えて事業は軌道に乗ることができた。
1880年に磯野製紙所に払い下げられた。山崎工場長は農商務省山林局へ転任、下河辺は官吏のまま磯野製紙所に移った。

## 民間への払い下げ、磯野製糸場・梅津製紙会社へ
パピール・ファブリックはもともと京都府民への授産奨励が目的で事業が軌道に乗ったら民間に払い下げられる予定で起業し、また京都府は琵琶湖疏水工事に予算を必要としたため、1880年（明治13年）、長州出身（知事の槇村も長州出身）で大阪米穀取引の大立者磯野小右衛門に総額8万円で払い下げられた。京都府民ではない磯野への払い下げには異議もあったため、磯野は京都に戸籍を移している。磯野は商人で工場経営の経験は乏しかったものの、すでに立ち上がっていた工場でもあり、磯野の製紙工場経営も順調に推移する。1895年（明治28年）には製紙機械を刷新してイギリス製製紙機械を導入し、1906年（明治39年）には磯野個人の経営を脱却し、磯野一族の出資による梅津製紙会社とし、増資のうえ製紙機械を増設し生産力を増強させた。工場は1918年(大正7年)に火事にあうが翌年には再建している。

## 大資本会社の一工場へ、そして現代
1924年（大正13年）、梅津製紙会社は富士製紙によって買収され富士製紙京都工場となり、その富士製紙も1933年（昭和8年）王子製紙に吸収合併されたため、京都の製紙工場は王子製紙京都工場となった。戦時中には王子系列の日本擬革製造会社、1950年（昭和25年）には日本加工製紙京都工場となり、1971年（昭和46年）まで紙を作り続ける。
工場は松尾橋東南詰めにあったが、1971年（昭和46年）に工場が閉鎖された後はマンションなどが建ち、工場であった面影は今はない。